# Buccochromis atritaeniatus
Buccochromis atritaeniatus è una specie di pesci della famiglia dei Ciclidi. Risiede nel Lago Malawi, in Malawi, Mozambico, e Tanzania. Il suo habitat naturale sono i laghi d'acqua dolce, e le aree di profondità intermedia e sabbiosa, ed è stato catturato a profondità comprese tra i 10 e i 40 metri; si nutre di Haplochromini e caccia in coppia o in larghi gruppi. I maschi in fregola si trovano in colonie alla profondità di circa 30 metri e, durante l'accoppiamento, costruiscono nidi di sabbia sulle coste sabbiose più ripide. La sola minaccia nota per la loro sopravvivenza è la pesca. La specie è anche nota come Haplochromis mbowe nel commercio di pesci.